# سيدريك إنجلش
سيدريك إنجلش (13 سبتمبر 1973 في جنوب أفريقيا - ) (بالإنجليزية: Cedric English)‏ هو لاعب كريكت جنوب أفريقي. شارك مع منتخب اسكتلندا الوطني للكريكت. أما مع النوادي، فقد لعب مع Northern Cape (cricket team) ‏.

## وصلات خارجية
- سيدريك إنجلش على موقع إي آس بي آن كريك إنفو (الإنجليزية)